# Bobo-Dioulasso

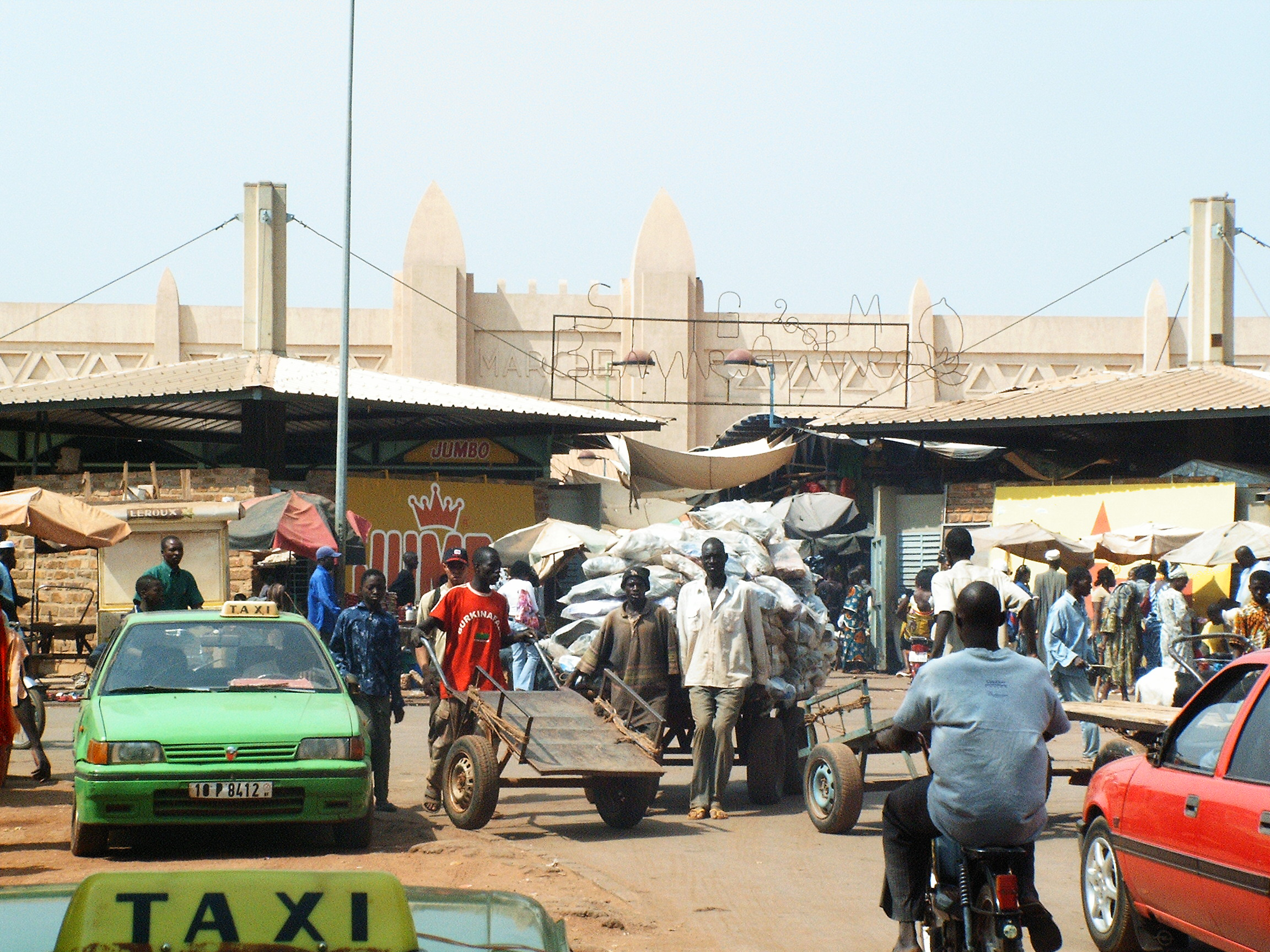
Targowisko w Bobo-Dioulasso.

Bobo-Dioulasso – miasto w zachodniej części Burkiny Faso, ośrodek administracyjny prowincji Houet, ponad 900 tys. mieszkańców. Po Wagadugu jest to drugie pod względem wielkości miasto w kraju.

## Historia
Od XIV wieku był to ważny ośrodek handlowy ludu Diula, pod koniec XIX wieku miasto zajęli Francuzi, włączając je w 1904 roku do Francuskiej Afryki Zachodniej. Od 1960 roku miasto należy do niepodległego państwa Burkina Faso (początkowo Górna Wolta).

## Atrakcje turystyczne
Do ważniejszych zabytków miasta zalicza się Wielki Meczet (Grande Mosquée), będący przykładem architektury regionu i wizytówką miasta. Zainteresowanie turystów budzi też targowisko Grand Marché oraz niewielkie muzeum Musée Provincial du Houёt.
Co drugi rok na przełomie marca i kwietnia organizowany jest tu festiwal lokalnych kultur La Semaine Nationale de la Culture („Narodowy Tydzień Kultury”) z muzyką, tańcem i przedstawieniami teatralnymi.

## Przemysł
Do najważniejszych gałęzi przemysłu zalicza się włókiennictwo (bawełna) i przemysł spożywczy (młyny, olejarnie, rzeźnie, łuszczarnie ryżu). Jest to też ważny ośrodek handlu bydłem.

## Transport
Bobo-Dioulasso położone jest na jedynej linii kolejowej w Burkinie Faso, biegnącej od miasta Kaya do Treicheville niedaleko Banfory. Dawniej linia ta zapewniała połączenie także z miastami w Wybrzeżu Kości Słoniowej (biegła aż do Abidżanu), jednak obecnie granica jest zamknięta dla ruchu pasażerskiego ze względu na panującą w tym państwie niespokojną sytuację polityczną.
W Bobo-Dioulasso działa także lotnisko. Transport drogowy, tak jak we wszystkich krajach Afryki Zachodniej zapewniają głównie taksówki zbiorowe, chociaż działa też regularne połączenie autobusowe z Bamako w Mali oraz z Wagadugu.